# Mehriban Əliyeva
Mehriban Arif qızı Əliyeva, z domu Paşayeva (ur. 26 sierpnia 1964 w Baku) – azerska lekarka, żona prezydenta Azerbejdżanu İlhama Əliyeva, od 2003 pierwsza dama Azerbejdżanu, od 2005 deputowana do parlamentu; udziela się w sferze kulturalnej, społecznej, zdrowotnej i sportowej.

## Życiorys

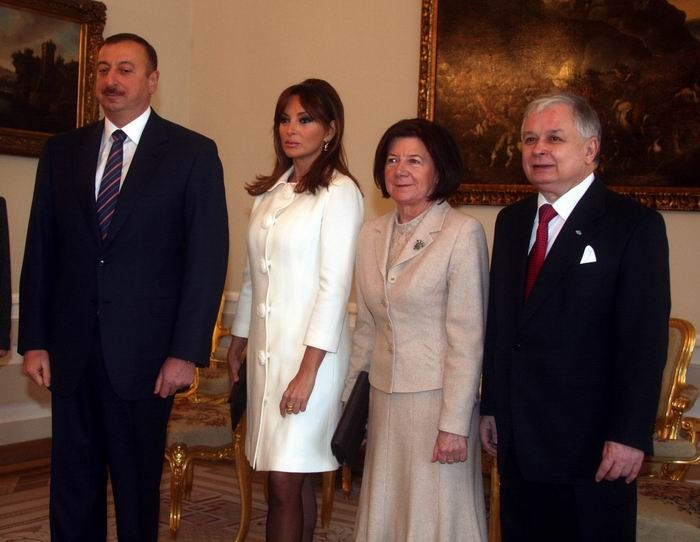
Mehriban Əliyeva z mężem przyjmowani przez polską parę prezydencką, Lecha i Marię Kaczyńskich (26 lutego 2008)

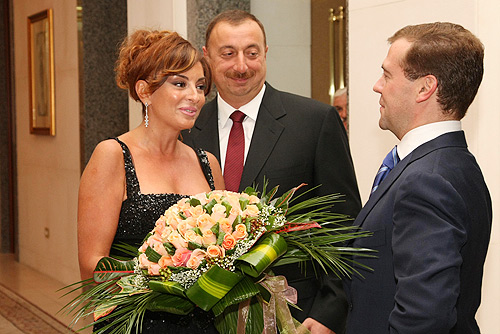
Mehriban i İlham Əliyev goszczący prezydenta Federacji Rosyjskiej, Dmitrija Miedwiediewa (3 lipca 2008)

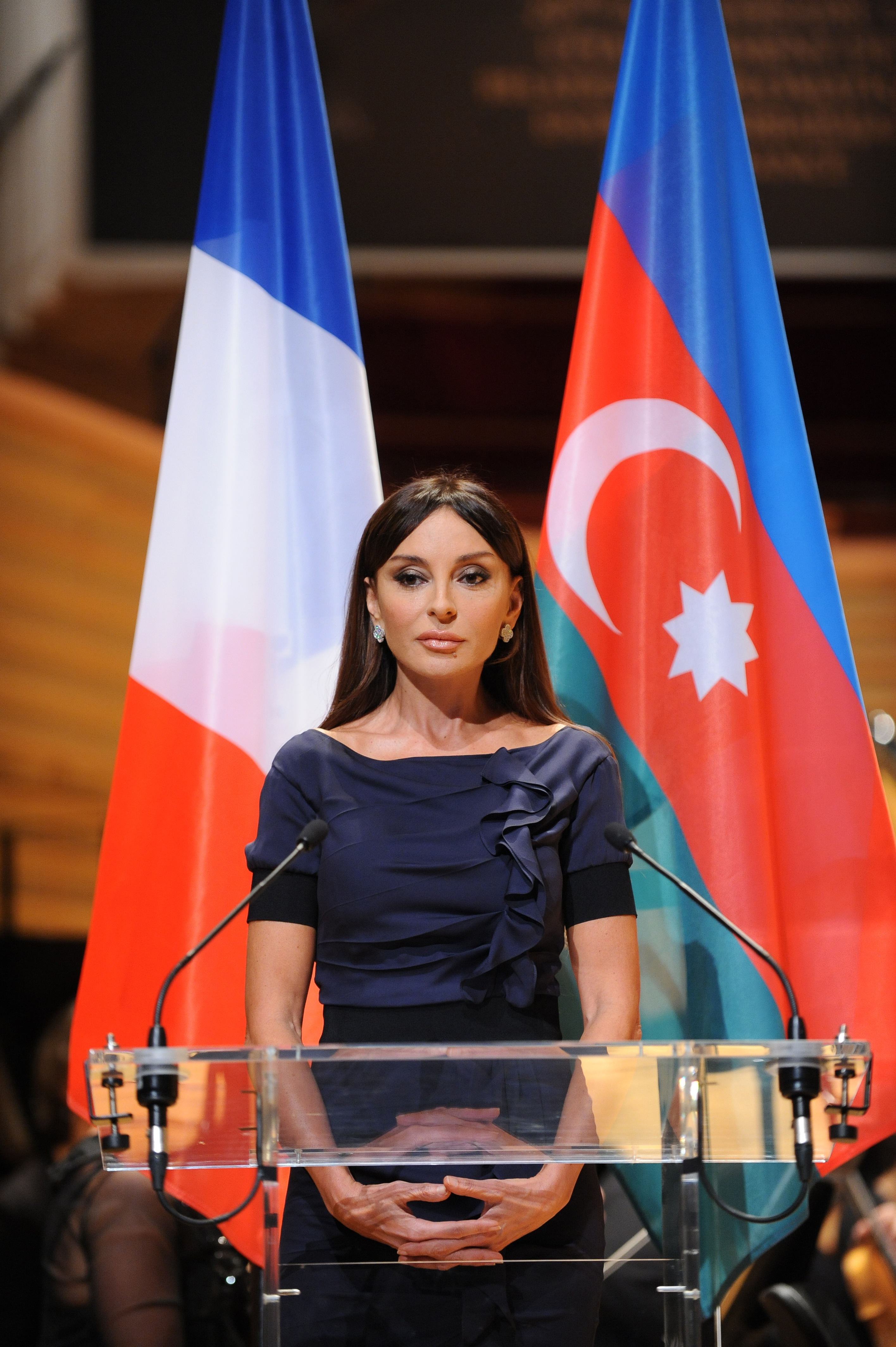
Mehriban Əliyeva (2012)

Urodziła się w Baku w rodzinie uczonych. Pochodzi z rodu Paszajewów; ojciec Arif Paşayev jest fizykiem i matematykiem, matka Aida İmanquliyeva była filolog arabską.
Ukończyła szkołę średnią nr 23 w Baku ze złotym medalem. Następnie była studentką Fakultetu Leczenia Zapobiegawczego na Azerbejdżańskim Państwowym Uniwersytecie Medycznym Baku. Studia medyczne ukończyła na Akademii Medycznej im. I.M. Sieczenowa w Moskwie w 1988, otrzymując dyplom honorowy. Z zawodu jest lekarzem-okulistą. W latach 1988–1992 pracowała w Moskiewskim Naukowym Instytucie Chorób Oczu, prowadzonym przez Michaiła Krasnowa, następnie zaprzestała pracy w zawodzie.
W 1995 ustanowiła Fundację Przyjaciół Azerbejdżańskiej Kultury, której szefuje. W 1996 założyła magazyn kulturalny i historyczny „Azərbaycan – İrs” (Dziedzictwo Azerbejdżanu), publikowany w języku azerskim, angielskim i rosyjskim; została jego redaktorem naczelnym.
W 2002 została wybraną prezesem Azerbejdżańskiej Federacji Gimnastyki. Dzięki jej staraniom trzy lata później w Baku odbyły się Mistrzostwa Świata w Gimnastyce Artystycznej 2005, a w kolejnych latach w kraju zorganizowano Mistrzostwa Europy w gimnastyce artystycznej (2007 i 2009).
W październiku 2003 została pierwszą damą Azerbejdżanu, po tym jak jej mąż İlham Əliyev wygrał wybory prezydenckie.
Od maja 2004 jest szefową Fundacji Heydəra Əliyeva, ojca İlhama Əliyeva, poprzedniego prezydenta Azerbejdżanu. Z uwagi na jej dokonania w zakresie ochrony i rozwoju dziedzictwa literatury oraz muzyki ludowej w ojczyźnie w 2004 została honorowym ambasadorem dobrej woli UNESCO. W grudniu 2004 wybrano ją członkiem Komitetu Wykonawczego Azerbajdżańskiego Narodowego Komitetu Olimpijskiego.
Od 2004 należy do Partii Nowego Azerbejdżanu. W wyborach parlamentarnych 2005 została wybrana deputowaną Zgromadzenia Narodowego (otrzymała 92,12% głosów).
W 2005 uzyskała tytuł naukowy kandydata nauk filozoficznych.
W listopadzie 2006 wybrana ambasadorem dobrej woli Islamskiej Organizacji ds. Edukacji, Nauki i Kultury (ISESCO).
W wyborach parlamentarnych 2010 wybrana ponownie deputowaną Zgromadzenia Narodowego.
W czerwcu 2013 Partia Świat Demokratycznego Azerbejdżanu rozważała wysunięcie jej kandydatury w wyborach prezydenckich, jednak ostatecznie nie została zgłoszona, a wybory prezydenckie w październiku 2013 wygrał jej mąż. W czerwcu 2013 została wybrana wiceprzewodniczącą Partii Nowego Azerbejdżanu (mąż İlham Əliyev jest jej przewodniczącym).
W 2012 otrzymała tytuł profesora honorowego Rosyjskiej Federacji I.M. Sieczenowa Pierwszego Moskiewskiego Państwowego Uniwersytetu Medycznego.
W czerwcu 2013 została przewodniczącą komitetu organizacyjnego Igrzysk Europejskich 2015.
W lutym 2017 roku została powołana przez swojego męża na stanowisko wiceprezydenta Azerbejdżanu.
Jej siostrą jest Nərgiz Paşayeva. 22 grudnia 1983 poślubiła İlhama Əliyeva, od 2003 sprawującego nieprzerwanie urząd prezydenta Azerbejdżanu (jego matka Zərifə Əliyeva była okulistką i pracownikiem naukowym w tej dziedzinie, miała wpływ na wybór specjalizacji przez Mehriban). Mają troje dzieci: dwie córki (Leyla ur. 1985 i Arzu ur. 1989) i syna (Heydər ur. 1997) oraz troje wnuków. Porozumiewa się w językach rosyjskim, angielskim, tureckim i arabskim.

## Odznaczenia i wyróżnienia
Odznaczenia
- Order Heydəra Əliyeva – 19 czerwca 2015[20]
- Krzyż Rubinowy – 2005[4]
- Krzyż Komandorski z Gwiazdą Orderu Zasługi RP – Polska, nadany 29 czerwca 2009[21]; wręczony 14 września 2009[22][23]
- Oficer Legii Honorowej – Francja, 15 lutego 2010[4]
- Prezydencki Order Doskonałości – Gruzja, 2013[24]

Wyróżnienia
- Kobieta Roku w Azerbejdżanie: 2005[3]
- Człowiek Roku (przyznany przez Fundację Bohategra Narodowego Çingiza Mustafayeva): 2005[4]
- İhsan Doğramacı Family Health Foundation Prize: 2007[25]
- Nagroda WHO: 2007[3][4]
- Międzynarodowa Nagroda Złotego Serca: 2007[3][4]
- Nagroda Heydəra Əliyeva: 2009[4]
- Złoty Medal Mozarta UNESCO: 2010[4]
- Złoty Medal Crans Montana Forum: 2011[4]
- Międzypaństwowa Nagroda Siedmioramienna Gwiazda: 2012[4][15]
- Prix de la Fondation: 2012[4]
- Nagroda Ülviyyət: 2013[26]